# Атаев, Зайнутдин Ильмутдинович
Зайнутдин Ильмутдинович Атаев (26 октября 1991 года, Буйнакск, Дагестан, Россия) — российский Паратхэквондист, член национальной сборной России, мастер спорта международного класса. Бронзовый призёр Паралимпиады-2021 в Токио. Чемпион мира, чемпион Азии, призёр чемпионатов мира и Европы. Выступает в весе свыше 75 кг.

## Биография
По национальности кумык, родом из села Эрпели, Буйнакский район.

## Спортивная карьера
Зайнутдин Атаев завоевал бронзовую медаль в соревнованиях по паратхэквондо на Паралимпиаде в Токио-2020.
Он — шестикратный чемпион России (2010, 2012, 2013, 2014, 2015, 2016).
На Всемирных играх колясочников и ампутантов (IWAS) — 2015 занял 3-е место.

## Награды
- Медаль ордена «За заслуги перед Отечеством» II степени (11 августа 2021 года) — за большой вклад в развитие отечественного спорта, высокие спортивные достижения, волю к победе, стойкость и целеустремленность, проявленные на Играх XVI Паралимпиады 2020 года в городе Токио (Япония).